# 州間高速道路5号線
州間高速道路5号線（しゅうかんこうそくどうろ5ごうせん、IH-5; Interstate Highway 5）は、アメリカ合衆国の西海岸沿いを縦断する州間高速道路である。州間道5号線（しゅうかんどう5ごうせん、I-5; Interstate 5）とも呼ばれる。

## 概要
南端はカリフォルニア州サンディエゴから数マイル南にあるメキシコとの国境であり、北端はワシントン州ブレイン付近にあるカナダとの国境である。
また、カリフォルニア州サンディエゴ、ロサンゼルス、サクラメントや、オレゴン州ユージン、セイラム、ポートランド）、ワシントン州オリンピア、タコマ、シアトルなどのアメリカ合衆国西海岸にある主な大都市圏を経由している。
ただし、サンフランシスコは経由していない。サンフランシスコは州間高速道路5号線から西へおよそ80マイル（130キロメートル）離れた場所に位置している。サンフランシスコへはサクラメントから州間高速道路80号線を利用することで行くことができる。
州間高速道路5号線は、15号線、10号線、8号線、および国道101号線とともに、ロサンゼルスやサンディエゴの大都市圏と他の地域とを結ぶ主要道路として機能している。
奇数の路線番号を持つアメリカ合衆国の州間高速道路は原則として南北方向に走っており、特に5の倍数の路線番号はアメリカ合衆国の端から端を結ぶ州間高速道路に対して付与されている。

## 歴史
カリフォルニア州ロサンゼルスから同州サン・イシドロまでの区間は、1960年代後半まで国道101号線との重複区間であった。
また、カリフォルニア州レベックから同州レッド・ブラフまでの区間もほとんどが旧国道99号西線との重複区間である。
州間高速道路5号線から西側に分岐し、サンフランシスコ湾岸地域へ至る道路は、かつて州間高速道路5号西線として指定されていたが、現在では州間高速道路505号カリフォルニア線および州間高速道路580号カリフォルニア線として指定されている。現在の州間高速道路5号線の区間は州間高速道路5号東線として指定されていた。

## 全長
| miles   | km      | 通過州           |
| ------- | ------- | ---------------- |
|         |         |                  |
| 796.53  | 1281.89 | カリフォルニア州 |
| 308.14  | 495.90  | オレゴン州       |
| 276.62  | 445.18  | ワシントン州     |
|         |         |                  |
| 1381.29 | 2222.97 | 合計             |

## 通過する主要都市

### カリフォルニア州
- サン・イシドロ（メキシコとの国境でメキシコ連邦高速道路1号線に接続）
- サンディエゴ
- オーシャンサイド
- サンタアナ
- アナハイム
- アーバイン
- ロサンゼルス
- バーバンク
- サンタクラリタ
- ストックトン
- サクラメント
- レディング

### オレゴン州
- アシュランド
- メドフォード
- ユージーン
- セイラム
- ポートランド

### ワシントン州
- バンクーバー
- オリンピア
- タコマ
- シアトル
- エバレット
- ベリンハム
- ブレイン（カナダとの国境でブリティッシュコロンビア州高速道路99号線に接続）

## 交差する州間高速道路

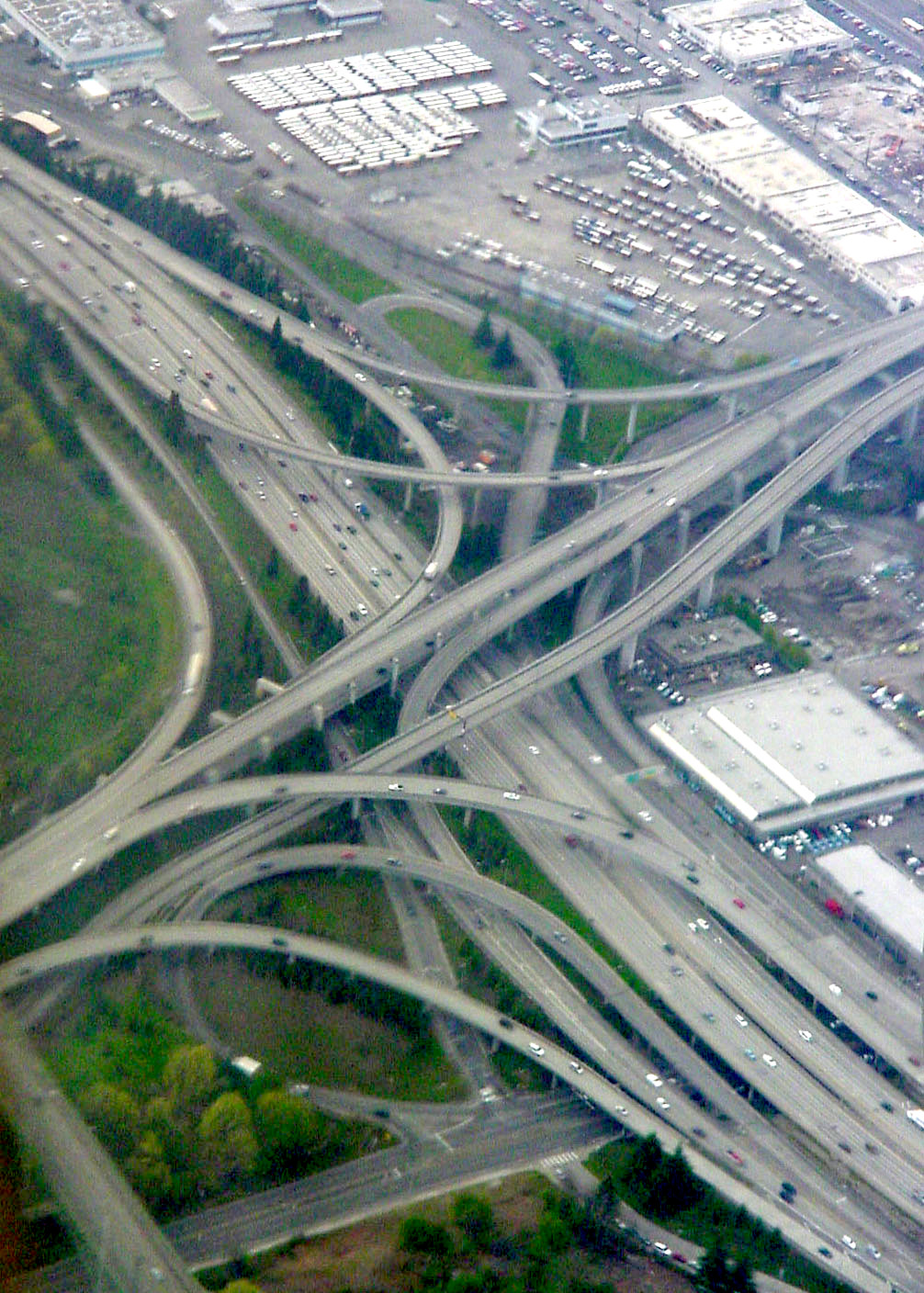
州間高速道路5号線と州間高速道路90号線が交差するジャンクション（ワシントン州シアトル）

### カリフォルニア州
- 州間高速道路805号線（サンディエゴ南部）
- 州間高速道路8号線（サンディエゴ）
- 州間高速道路805号線（サンディエゴ北部）
- 州間高速道路405号線（レイク・フォレスト）
- 州間高速道路605号線（サンタ・フェ・スプリングス）
- 州間高速道路710号線（ロサンゼルス）
- 州間高速道路10号線（ロサンゼルス）
- 州間高速道路405号線（シルマー）
- 州間高速道路210号線（シルマー）
- 州間高速道路580号線（トレイシー）
- 州間高速道路205号線（トレイシー）
- 州間高速道路305号線（サクラメント）
- 州間高速道路80号線（サクラメント）
- 州間高速道路505号線（ダニガン）

### オレゴン州
- 州間高速道路105号線（ユージーン）
- 州間高速道路205号線（ポートランド）
- 州間高速道路405号線（ポートランド）
- 州間高速道路84号西線（ポートランド）

### ワシントン州
- 州間高速道路405号線（タックウィラ）
- 州間高速道路405号線（リンウッド）
- 州間高速道路90号線（シアトル）